# Агеман, Карин
Карин Агеман (швед. Karin Ageman, полное имя Karin Charlotta Ageman, урождённая Петтерссон; 1899—1950) — шведская дизайнер и рекламная художница, также педагог.
Была широко известна по работе переплетчиком, дизайнером плакатов и создателем рисунков на обоях.

## Биография
Родилась 2 июля 1899 года в Стокгольме в семье капитана военно-морского флота Андерса Густава Петерссона и его жены Фриды Шарлотты, урождённой Мальмквист и была старшей из четырёх детей. Вместе с матерью, братьями и сестрами она взяла фамилию Агеман.
После успешного завершения школьного образования Карин изучала искусство в стокгольмской школе Констфак. Благодаря стипендии Svenska Slöjdföreningen, она совершила учебные поездки в Париж (1926 год) и Италию (1927 год), а также некоторое время училась в Германии.
С 1928 по 1936 год она работала на предприятии Sveriges Litografiska Tryckerier and Esselte (ныне Esselte), специализируясь на рекламе. Работая также у переплетчика Франса Бека в 1928—1929 годах, принимала участие в оформлении дипломов Нобелевской премии по физике и химии. Две выполненные ею обложки книг находятся в коллекции Национального музея Швеции: «Färg och form» Августа Бруниуса и «Stänk och flikar» Густава Фрёдинга.
В 1936 году плакаты, созданные Карин Агеман, привлекли внимание на выставке в Galerie Modern в Стокгольме, особенно выделялся из них «Svensk Frukt». В том же году она открыла студию, где создавала предвыборные плакаты как для Социал-демократической партии Швеции, так и для Умеренной коалиционной партии. После участия во Всемирной выставке в Париже 1937 года, в 1939 году она разработала каталог шведских экспонатов для Всемирной выставки в Нью-Йорке. Вместе со шведским дизайнером и рекламным художником Карлом Вирином в 1940 году она издала книгу «Kurs i modeteckning, textning och layout». В 1944 году Агеман представила дизайн с изображением цветов и фруктов с названием «De blommor och de blader, de göra mig så glader» на выставке, организованной компанией Levande väggar AB. В 1945 году она занялась преподавательской деятельностью, читая искусство рекламы в колледже Konstfack до конца своей жизни.
В 1941 году Карин Агеман стала членом Стокгольмской рекламной ассоциации.
Умерла 20 марта 1950 года в Стокгольме, похоронена на кладбище Норра бегравнингсплатсен.